# 鷲見亮
鷲見亮（1979年9月18日—），日本男演員。隸屬於PRESTIGE旗下的藝人，出生於日本岐阜縣。身高186cm。血型A型。

## 主要作品

### 電視動畫
- 光速蒙面俠21（大西洋）

### 電影
- イケメンバンク THE MOVIE（2009年）

### 舞台劇
- 《網球王子舞台劇》（飾 樺地崇弘）
  - The Imperial Match 氷帝学園
  - The Imperial Match 氷帝学園 in winter 2005-2006
  - Dream Live 3rd
  - Advancement Match 六角 feat. 氷帝学園
  - Dream Live 4th
  - Dream Live 5th
  - The Imperial Presence氷帝 feat. 比嘉
- Be With プロデュースVOL.3　THE LONG KISS★GOOD NIGHT（2008年6月19日 - 22日）
- ルドビコ★Vol.3 「義經－YOSHITSUNE－」紫鬼王編
- 幕末太陽伝~RUN&RUN（2009年1日29日 - 2月1日）
- 「BASARA～謀略の城」（2009年3日6日 - 3月15日）

### DVD
- 斬セイバー（津島ジン）

### 寫真集
- 鷲見亮 CD-R寫真集

## 外部連結
- Blog（页面存档备份，存于）
- 官方網站（页面存档备份，存于）